# Choszczówka
Choszczówka – osiedle i obszar MSI w północno-wschodniej części Warszawy, w dzielnicy Białołęka.
Jest zlokalizowane przy linii kolejowej E-65 z Warszawy do Gdańska w otoczeniu Lasów Jabłonowskich, Lasów Choszczówki oraz Lasów Białołęki Dworskiej. Choszczówka od północy graniczy z gminą Jabłonna, od północnego wschodu ze wsią Józefów w gminie Nieporęt, od południa z Białołęką Dworską, od północnego zachodu z osiedlem Nowodwory, od zachodu z Dąbrówką Szlachecką, a od południowego zachodu z Henrykowem. Populacja osiedla wynosi ok. 2000 osób. Zabudowa głównie jednorodzinna wolno stojąca.

## Historia
Wieś Choszczówka powstała w pierwszej połowie XIX wieku na wykarczowanym terenie leśnym. Po uruchomieniu nadwiślańskiej linii kolejowej stała się osadą letniskową należącą administracyjnie do gminy Jabłonna. W 1877 mieszkało w niej 58 osób, a w 1904 – 61. Na początku XX w. funkcjonowała w Choszczówce w nieduża fabryka stolarsko-budowlana, która była własnością T. Ciechanowskiego. W 1904 roku fabryka zatrudniała około 20 robotników. Fabryka produkowała przede wszystkim stoły i krzesła. W świetle spisu z 1921 r. Choszczówka dzieliła się na Choszczówkę Kolonia (9 budynków, 74 mieszkańców) i Choszczówkę Letnisko (21 budynków, 94 mieszkańców).
Rozwój Choszczówki należy przypisać Franciszkowi Wodiczce, który będąc w latach 1927-1933 sołtysem zainicjował powstanie Towarzystwa Przyjaciół Osiedla, ochotniczej straży pożarnej i biblioteki. W ramach przygotowań wojennych w 1939 w Choszczówce umieszczono stanowisko baterii przeciwlotniczej. 1 września 1939 nad Choszczówką został zestrzelony polski myśliwiec PZL P7a – pilot Mieczysław Leonard Olszewski zginął. Podczas wojny obronnej 1939 i wyzwalania Warszawy w październiku 1944 (47 Armia Radziecka 1 Frontu Białoruskiego) w okolicznych lasach toczyły się walki, a znaczna część zabudowy uległa zniszczeniu lub uszkodzeniu.
W 1951 Choszczówkę przyłączono do Warszawy. Stała się ona najbardziej wysuniętą na północ częścią dzielnicy Praga-Północ. W latach 1956–59 wybudowano przy ulicy Przytulnej budynek szkoły podstawowej (nosiła numer 156). Później budynek pełnił również funkcję gimnazjum nr 124, a obecnie w budynku tym mieści się Szkoła Podstawowa nr 367 im. Polskich Noblistów. W 1962 utwardzono ulicę Józefa Mehoffera od przejazdu kolejowo-drogowego do ulicy Raciborskiej i do Choszczówki dotarła pierwsza w historii linia autobusowa 133, wcześniej kursująca do pętli zlokalizowanej przed przejazdem kolejowo-drogowym. W osiedle nie inwestowano, od początku lat 70. obowiązywał zakaz budowy nowych budynków, rozbudowy istniejących, dokonywania nasadzeń i zakładania ogrodów. Dokonywano jedynie zachowawczych remontów budynków istniejących. Związane to było z obowiązującymi planami budowy osiedla niskich bloków mieszkalnych; z planów tych zrezygnowano dopiero na początku lat 90. XX wieku. Przy ulicy Piwoniowej 18 mieści się prywatna dwujęzyczna szkoła podstawowa Mentis.

## Położenie geograficzne
Osiedle Choszczówka znajduje się po obydwu stronach linii kolejowej E-65 łączącej Warszawę z Gdańskiem. Pierwotne zabudowania Choszczówki powstały w miejscu wykarczowanego lasu po wschodniej stronie linii kolejowej. Dzięki temu wschodnia część Choszczówki może pochwalić się wspaniałym położeniem wśród otuliny lasów. Od północy Choszczówka otoczona jest lasami Legionowskimi, od wschodu lasem Białołęki Dworskiej, a od południowego wschodu kompleksem leśnym zwanym Lasem Choszczówki, który niejednokrotnie wkracza na terenie samego osiedla. Kompleks leśny Choszczówki jest oddzielony od lasów Białołęki Dworskiej ulicą Insurekcji. Zachodnia część Choszczówki jest mniej zalesiona lecz również graniczy z obszarami leśnymi - od zachodu z Lasem Dąbrówki, a od południa z Lasem Henrykowskim.

## Sport i rekreacja
Z uwagi na walory przyrodnicze Choszczówka należy do terenów nadających się do uprawiania różnego rodzaju sportów. Wśród okolicznych lasów latem można uprawiać jogging, biegi na przełaj, jazdę na rowerze, nordic walking, a także jazdę konną. Zimą można uprawiać biegi narciarskie. Brak naturalnej granicy pomiędzy kompleksem lasów Choszczówki a lasami Legionowskimi i Białołęki Dworskiej podnosi walory turystyczno-rekreacyjne tego obszaru. Na terenie Choszczówki przy ulicy Zawiślańskiej znajduje się klub tenisowo-narciarski Sporteum.

## Fauna i flora
W okolicznych lasach można spotkać wiele gatunków roślin i zwierząt. Do najważniejszych przedstawicieli ssaków należą dziki, sarny oraz zające. Wśród ptaków występują tu między innymi wilgi, sójki, drozdy, kruki, dzięcioły, a także jastrzębie. Spotkać można też wiele gatunków gadów i płazów. W lasach można się także natknąć na żmije oraz padalce. Okoliczne lasy obfitują w grzyby jadalne i niejadalne.

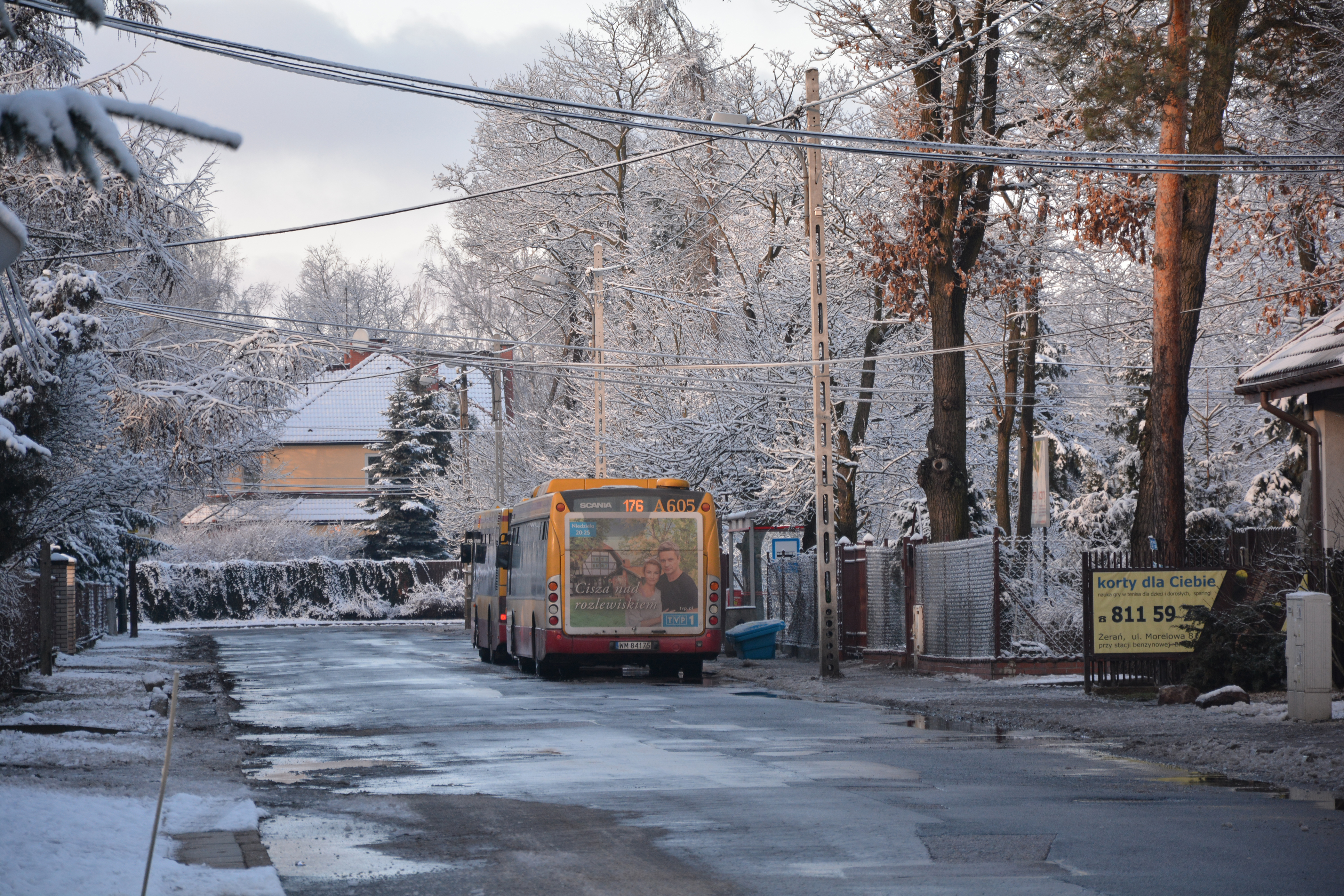
Pętla autobusowa Choszczówka przy ulicy Raciborskiej

## Komunikacja

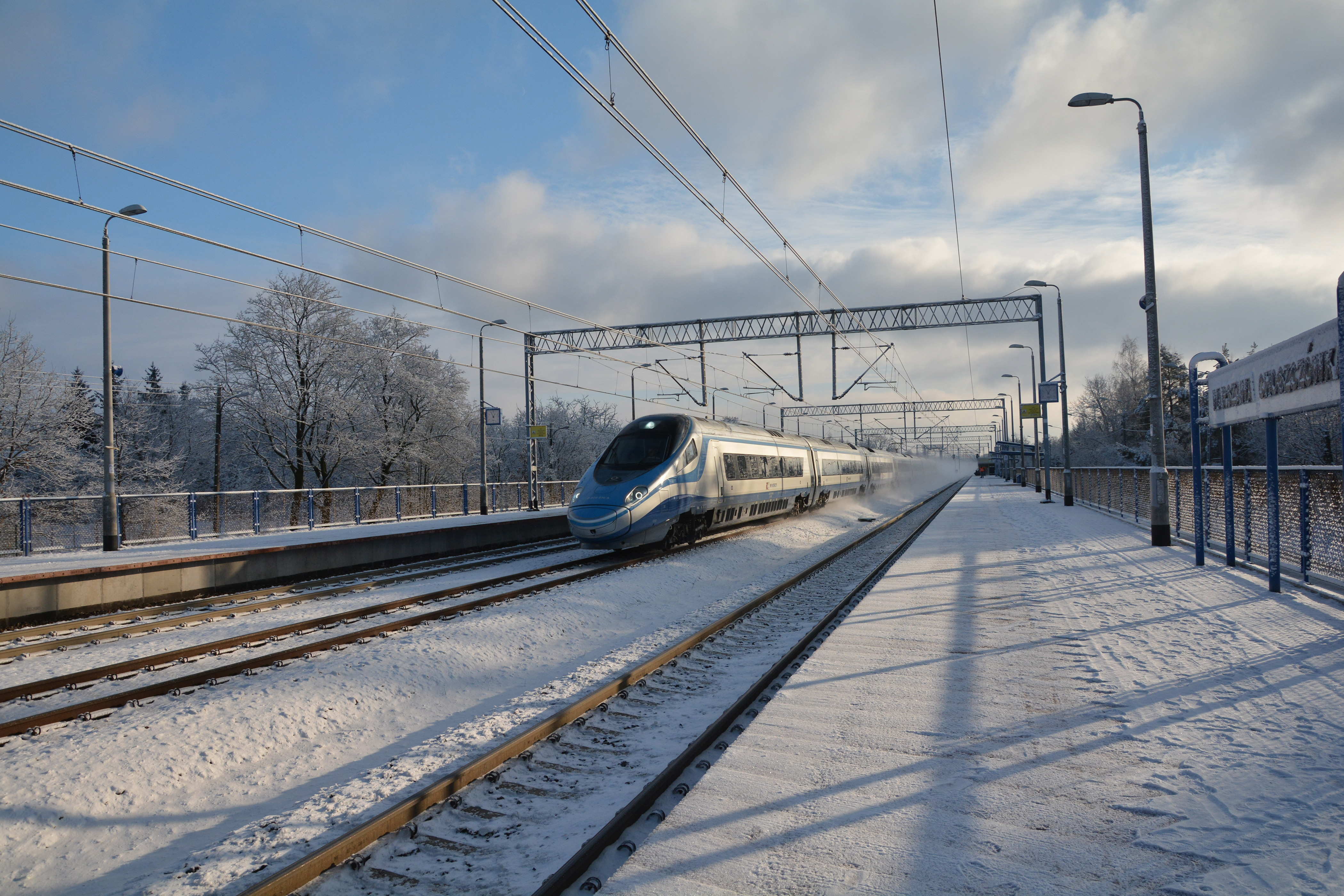
Przystanek kolejowy Warszawa Choszczówka leży na linii E65 łączącej Warszawę z Trójmiastem. Od 14 grudnia 2014 kursują na tym odcinku składy ED250 Pendolino (ETR 610).

W 1956 roku w zastępstwie za Jabłonowską Kolej Wąskotorową uruchomiono linię 133, łączącą Żerań z Jabłonną. W dniu 1 sierpnia 1958 linię 133 skierowano ulicą Mehoffera do pętli Płudy znajdującej się na terenie osiedla Choszczówka przy torach kolejowych. 20 czerwca 1962 linia 133 została przedłużona do pętli Choszczówka, która do dziś znajduje się przy ulicy Raciborskiej. W dniu 13 września 2013 po otwarciu wiaduktu drogowego nad linią kolejową E-65 w ciągu ulicy Jeżowskiego zmieniono trasę linii 133 - obecnie łączy Choszczówkę z osiedlem Tarchomin. W 1986 roku do Choszczówki przedłużono linię 176 kursującą z Placu Hallera (wtedy Plac Leńskiego). 22 października 2022 roku linia 176 została przerwana z powodu zawalenia mostu przy ul. Marywilskiej i ówczesna trasa autobusu rozdzielona została pomiędzy Z76 a 176. Ten pierwszy biegła od Choszczówki do przystanku Smugowa, a 176 kursowal zza mostu na ul. Marywilskiej (przystanek Smugowa) aż do Metra Bródno. O ten i kilka innych przystanków przedłużyła się trasa 176 niedługo przed zawaleniem mostu. W roku 2023 linia 176 została puszczona po całej trasie Choszczówka - Metro Bródno z uwagi na renowację mostu.
Od 2003 Choszczówka zyskała komunikację nocną z centrum Warszawy. Linia 613 łączyła Dworzec Centralny z Choszczówką do 2007. Po reorganizacji linii nocnych kursowała jako N13 do 2011, kiedy to zastąpiła ją N64.
Oprócz połączeń autobusowych Choszczówka posiada z centrum Warszawy dogodne połączenie kolejowe, które zapewnia przystanek kolejowy Warszawa Choszczówka. W grudniu 2010 warszawska Szybka Kolej Miejska uruchomiła linię S9 łączącą dworzec Warszawa Gdańska z Legionowem Piaski, a od roku 2012 linia S9 została wydłużona do dworca Warszawa Zachodnia. W dniu 1 czerwca 2012 Szybka Kolej Miejska uruchomiła nową linię S3, łączącą Legionowo z Lotniskiem Chopina przez Warszawę Wschodnią. Od 2013 linia S3 została przedłużona do Wieliszewa. Choszczówka leży po dwóch stronach linii kolejowej E-65 z Warszawy do Gdańska. Obydwie części Choszczówki łączy 200-metrowy wiadukt w ulicy Jeżowskiego, wybudowany w latach 2010–2012 przez Polskie Linie Kolejowe S.A. i oddany do użytku w czerwcu 2012 (oficjalnie we wrześniu 2012). Wiadukt ten zastąpił niebezpieczny przejazd kolejowo-drogowy w ulicy Mehoffera, na którym w grudniu 2010 doszło do niebezpiecznego wypadku - pociąg Intercity Norwid relacji Gdynia–Kraków zderzył się z autobusem linii 133.

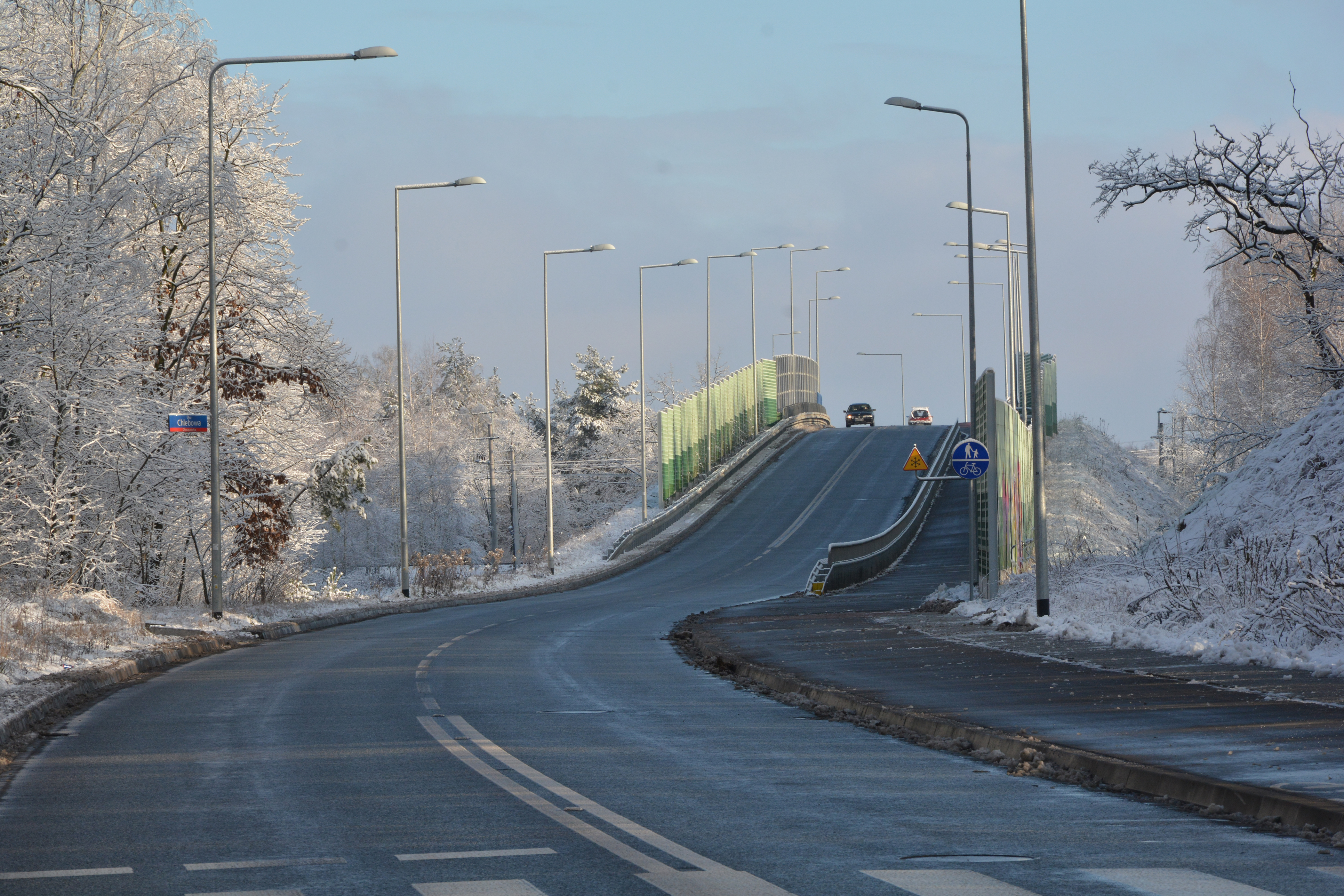
Wiadukt na ulicy Jeżowskiego

## Kaplica Prymasowska

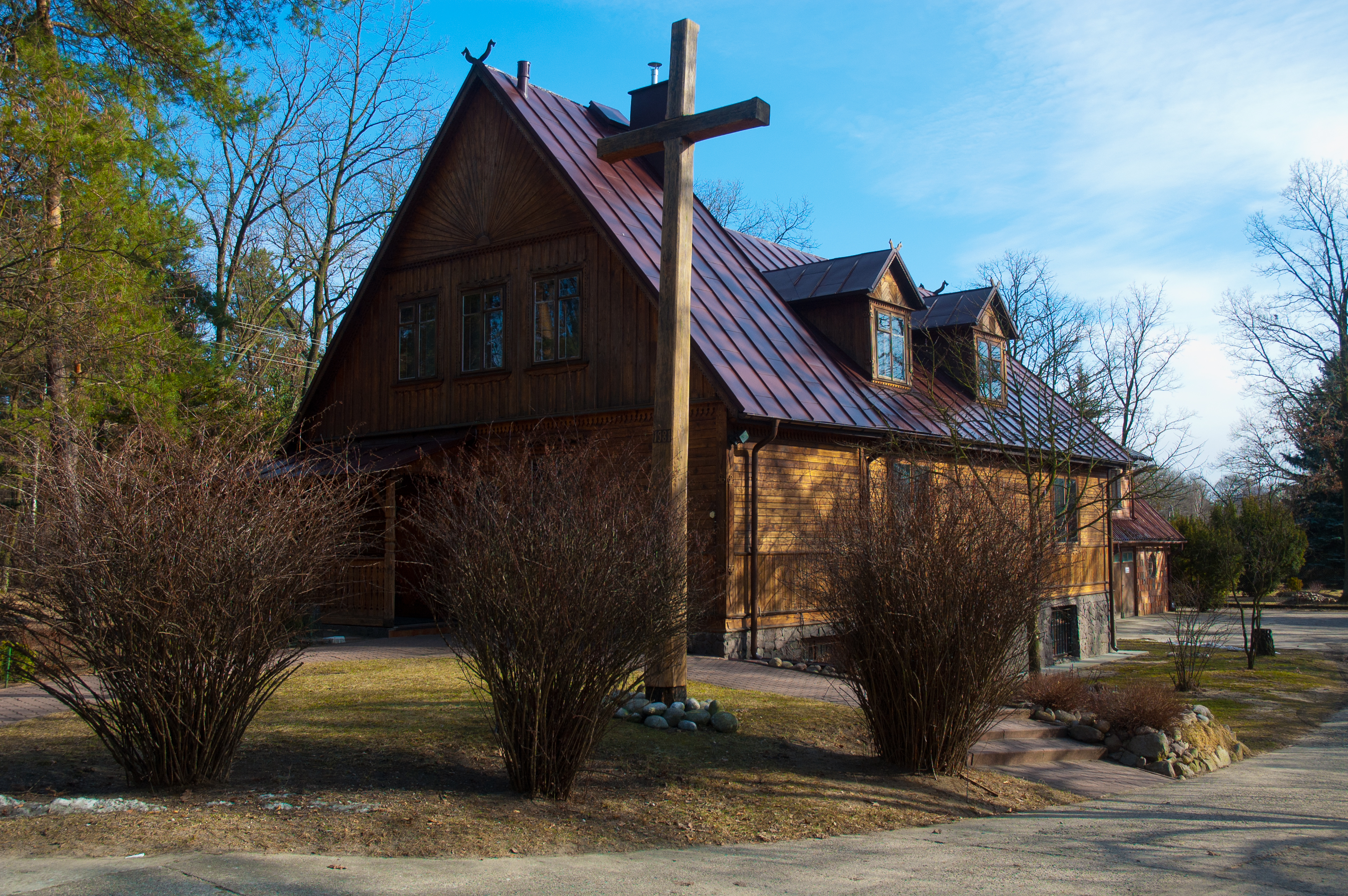
Kaplica prymasowska w Choszczówce

Z Choszczówką wiąże się postać prymasa kardynała Stefana Wyszyńskiego. W 1969 Instytut Świeckich Pomocnic Maryi Jasnogórskiej Matki Kościoła zakupił plac z budynkiem przy ulicy Świerkowej 4, postawiono tu dom kurpiowski sprowadzony w 1973 z okolic Myszyńca. Do tego miejsca przyjeżdżał prymas Stefan Wyszyński na wypoczynek. Obecnie kaplica służy okolicznym mieszkańcom jako miejsce modlitwy.

## Obiekty
Na terenie Choszczówki znajduje się jeden zakład przemysłowy – oczyszczalnia ścieków Czajka. Są dwa osiedla domów jednorodzinnych zbudowane przez deweloperów – osiedle przy ul. Brzezińskiej i osiedle Zielona przy ul. Mehoffera, reszta zabudowy to domy budowane indywidualnie.
W rejestrze zabytków znajduje się zespół dworski „Choszczówka” z I poł. XIX w. zlokalizowany przy ul. Dębowej 12.